# Třída Raubtier
Třída Raubtier byla třída torpédoborců německé Reichsmarine, účastnících se druhé světové války v řadách Kriegsmarine. Celkem bylo postaveno šest jednotek této třídy. Vzhledem k omezení výtlaku byly později, po postavení prvních klasických torpédoborců Zerstörer 1934, přeřazeny mezi torpédovky. Všech šest plavidel bylo za války ztraceno, z toho dvě ještě před válkou při kolizích.

## Stavba

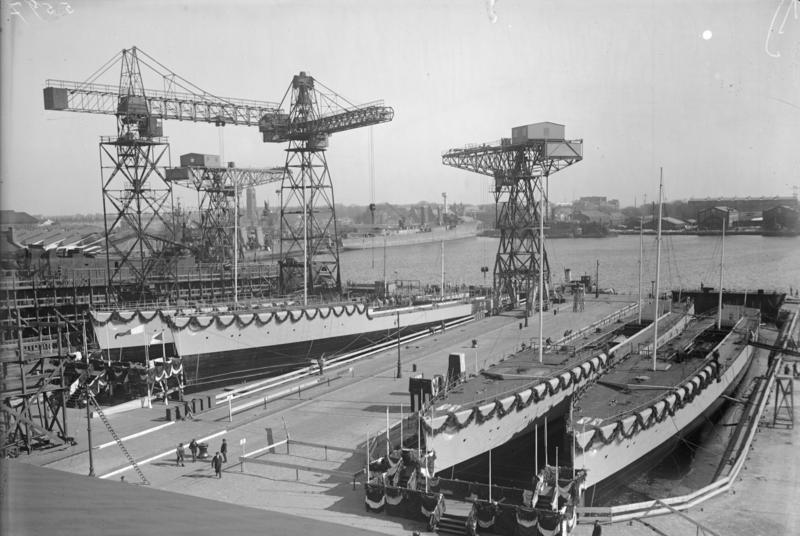
Čtyři rozestavěné jednotky třídy Raubtier

Třída byla vyvinuta v polovině 20. let jako náhrada za torpédoborce, které si německá Reichsmarine směla ponechat po prohrané první světové válce. Stavbu provedla loděnice Kriegsmarinewerft ve Wilhelmshavenu. Do služby vstoupily v letech 1928–1929.

## Konstrukce

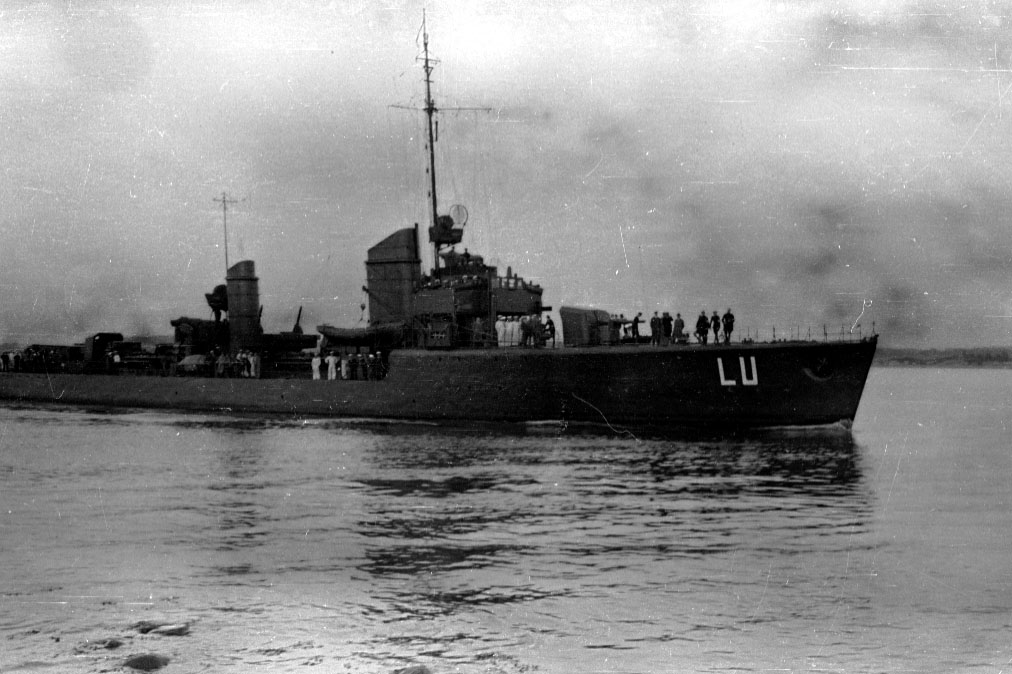
Luchs

Výzbroj plavidel po jejich dokončení tvořily tři 105mm kanóny v jednodělových věžích a dva trojité 500mm torpédomety (brzy je nahradila ráže 533 mm). Později protiletadlovou výzbroj posílily dva 20mm kanóny. Pohonný systém tvořily dvě turbíny a tři kotle. Lodní šrouby byly dva. Nejvyšší rychlost dosahovala 35,5 uzlu.